# Torna az 1906. évi nyári olimpiai játékokon
Az 1906-os pánhellén olimpián a tornában négy versenyszámban avattak olimpiai bajnokot.

## Éremtáblázat
A táblázatban a rendező ország csapata és a magyar csapat eltérő háttérszínnel, az egyes számoszlopok legmagasabb értéke vagy értékei vastagítással kiemelve.
| Az 1906. évi nyári olimpiai játékok éremtáblázata tornában | Az 1906. évi nyári olimpiai játékok éremtáblázata tornában | Az 1906. évi nyári olimpiai játékok éremtáblázata tornában | Az 1906. évi nyári olimpiai játékok éremtáblázata tornában | Az 1906. évi nyári olimpiai játékok éremtáblázata tornában | Olimpia  |
| ---------------------------------------------------------- | ---------------------------------------------------------- | ---------------------------------------------------------- | ---------------------------------------------------------- | ---------------------------------------------------------- | -------- |
|                                                            | Ország                                                     | Arany                                                      | Ezüst                                                      | Bronz                                                      | Összesen |
| 1.                                                         | Franciaország (FRA)                                        | 2                                                          | 0                                                          | 2                                                          | 4        |
| 2.                                                         | Görögország (GRE)                                          | 1                                                          | 0                                                          | 1                                                          | 2        |
| 3.                                                         | Norvégia (NOR)                                             | 1                                                          | 0                                                          | 0                                                          | 1        |
|                                                            |                                                            |                                                            |                                                            |                                                            |          |
| 4.                                                         | Olaszország (ITA)                                          | 0                                                          | 2                                                          | 1                                                          | 3        |
| 5.                                                         | Dánia (DEN)                                                | 0                                                          | 1                                                          | 0                                                          | 1        |
| 5.                                                         | Magyarország (HUN)                                         | 0                                                          | 1                                                          | 0                                                          | 1        |
|                                                            |                                                            |                                                            |                                                            |                                                            |          |
| Összesen                                                   | Összesen                                                   | 4                                                          | 4                                                          | 4                                                          | 12       |

## Érmesek
| Az 1906. évi nyári olimpiai játékok érmesei tornában | | | |
| Versenyszám                                          | Arany | Ezüst | Bronz |
| Egyéni összetett 5 szeren                            | Pierre Payssé · Franciaország (FRA) · 97 | Alberto Braglia · Olaszország (ITA) · 95 | Georges Charmoille · Franciaország (FRA) · 94 |
| Egyéni összetett 6 szeren                            | Pierre Payssé · Franciaország (FRA) · 116 | Alberto Braglia · Olaszország (ITA) · 115 | Georges Charmoille · Franciaország (FRA) · 113 |
| Kötélmászás                                          | Jeórjiosz Alimbrándisz · Görögország (GRE) · 11,4 | Erődi Béla · Magyarország (HUN) · 13,8 | Konsztandínosz Kozanitász · Görögország (GRE) · 13,8 |
| Csapatverseny                                        | Norvégia (NOR) · Carl Albert Andersen · Oskar Bye · Conrad Carlsrud · Harald Eriksen · Osvald Falch · Kristian Fjerdingen · Yngvar Fredriksen · Karl Haagensen · Andreas Hagelund · Harald Halvorsen · Peter Hol · Eugen Ingebretsen · Per Jespersen · Finn Münster · Frithjof Olsen · Carl Alfred Pedersen · Thorleif Petersen · Rasmus Pettersen · Thorleiv Røhn · Johan Stumpf · 19,00 | Dánia (DEN) · Carl Andersen · Halvor Birch · Harald Bukdahl · Kaj Gnudtzmann · Knud Holm · Erik Klem · Harald Klem · Louis Larsen · Jens Lorentzen · Robert Madsen · Carl Manicus-Hansen · Oluf Olsson · Hans Pedersen · Kristian Pedersen · Niels Petersen · Viktor Rasmussen · Marius Skram-Jensen · Marius Thuesen · 18,00 | Olaszország (ITA) · Rodrigo Bertinotti · Cino Civinini · Raffaello Giannoni · Azeglio Innocenti · Filiberto Innocenti · Manrico Masetti · Vitaliano Masotti · Quintilio Mazzoncini · Spartaco Nerozzi · Manlio Pastorini · 16,71 |